# Thames Television
Thames Television was een Brits televisienetwerk. Het werd gelanceerd in 1968 en bestond tot 1992. De zenders die het netwerk vormden, waren Crystal Palace, Bluebell Hill en Croydon. In de volksmond stond de omroep ook bekend als Thames.

## Programmering
De programma's van Thames Television waren van diverse genres. De documentaire This Is Your Life werd bijvoorbeeld op het netwerk uitgezonden. Daarnaast was er comedy (The best of Tommy Cooper, Mr. Bean), entertainment (Opportunity Knocks) en gameshows (Give Us a Clue, Name That Tune). Populaire drama's van Thames waren Widows, The Rivals of Sherlock Holmes en The Avengers. Wat betreft kinderprogramma's zond het netwerk bijvoorbeeld The Wind in the Willows en Thomas the tank engine and friends uit

## Overname en latere netwerken
Thames Television werd uiteindelijk overgenomen door het productiebedrijf Fremantle Media. Na deze overname werd het samengevoegd met Talkback Productions en vormde tot en met 2011 de divisie Talkback Thames. Op 1 januari 2012 werd deze tak opgesplitst in meerdere takken, waaronder Boundless